# БТР-4
БТР-4 «Буцефал» — семейство украинских бронетранспортёров.
БТР-4 предназначен для транспортировки личного состава мотострелковых подразделений и их огневой поддержки в бою. БТР может быть базовой машиной для оснащения специальных сил быстрого реагирования и морской пехоты.
БТР способен вести боевые действия в различных условиях, в том числе в условиях применения противником оружия массового поражения. Может выполнять поставленные задачи как днём, так и ночью, в различных климатических условиях, на дорогах с различным покрытием и в условиях полного бездорожья. Диапазон рабочих температур окружающего воздуха от −40 до +55 °C, как и у других ББМ производства СССР, Украины и России.

## История
Разработка бронетранспортёра была начата в 2002 году Харьковским конструкторским бюро машиностроения в инициативном порядке, в рамках темы ОКР «Ладья».
Демонстрационный прототип бронетранспортёра был впервые продемонстрирован на выставке «Аэросвет-XXI» в 2006 году.
В конце ноября 2008 года началась работа по производству первого серийного БТР-4.
В феврале 2009 года на выставке вооружений IDEX-2009 был впервые представлен вариант БТР-4, оснащённый боевым модулем БМ-7 «Парус».
До конца 2014 года в производстве БТР-4 использовалось 45 % деталей украинского производства, 45 % деталей российского производства и 10 % импортных деталей производства иных иностранных государств, в 2015 году в производстве БТР-4 использовались 35 % импортных деталей (при этом детали российского производства не использовались). В 2017 году в производстве БТР-4 использовались 88 % деталей украинского и 12 % иностранного производства.

## Конструкция
БТР-4 имеет три отделения:
- переднее — отделение управления
- среднее — моторно-трансмиссионное отделение
- заднее — боевое и десантное отделения

Подобная компоновка позволяет быстро трансформировать боевое и десантное отделения без изменения компоновочных решений по силовой установке и трансмиссии для создания широкого семейства машин.

Грузоподъёмность шасси бронетранспортёра позволяет создавать не только варианты исполнений и семейство машин, но и устанавливать дополнительную броневую защиту против автоматических малокалиберных пушек.
Вместимость, человек:
- Экипаж: 3 (водитель, командир, стрелок)
- Десант: 7—9 (в зависимости от боевого отделения)

## Вооружение и броня
- Боевой модуль «Гром» — 1 × 30-мм автоматическая пушка, 1 × 7,62-мм пулемёт, 1 × 30-мм автоматический гранатомёт и ПТРК «Барьер» (боезапас 4 ПТУР)[9].
- Боевой модуль КБА-105 «Шквал» — 1 × 30-мм автоматическая пушка, 1 × 7,62-мм пулемёт, 4 × ПТУР «Барьер» либо 2 × ПТУР и 30-мм автоматический гранатомёт.
- Боевой модуль БАУ 23×2 — две 23-мм автоматические пушки и один 7,62-мм пулемёт.
- Боевой модуль БМ-7 «Парус» — 30-мм пушка ЗТМ-1 (боекомплект 400 снарядов), 1 × 30-мм автоматический гранатомёт КБА-117 (боекомплект 145 гранат), 1 × 7,62-мм пулемёт (боекомплект 2000 патронов) и ПТРК «Барьер» (боезапас 4 ПТУР)[17]

В 2014 году началась установка на бронетранспортёры БТР-4 Национальной гвардии и вооружённых сил Украины комплектов решётчатых противокумулятивных экранов.

## Модификации

Прототип БТР-4 с боевым модулем «Гром»

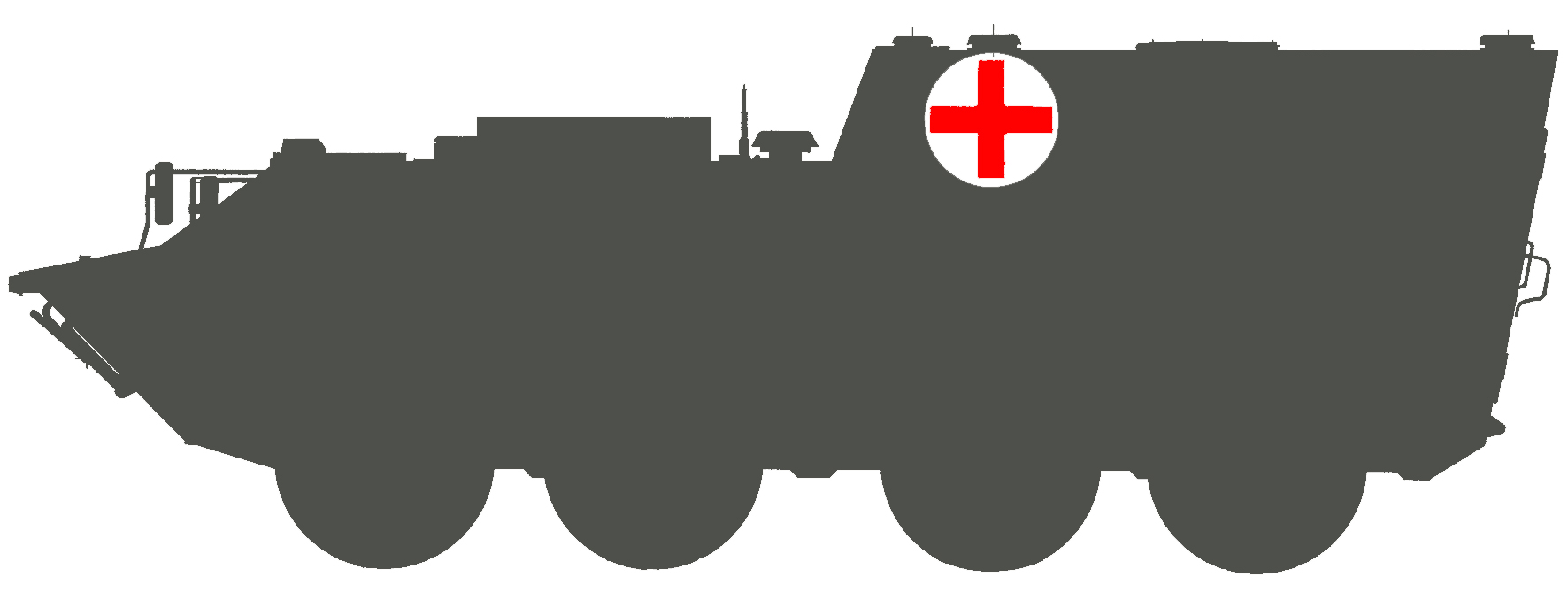
Санитарно-Эвакуационная Машина БСЭМ-4К

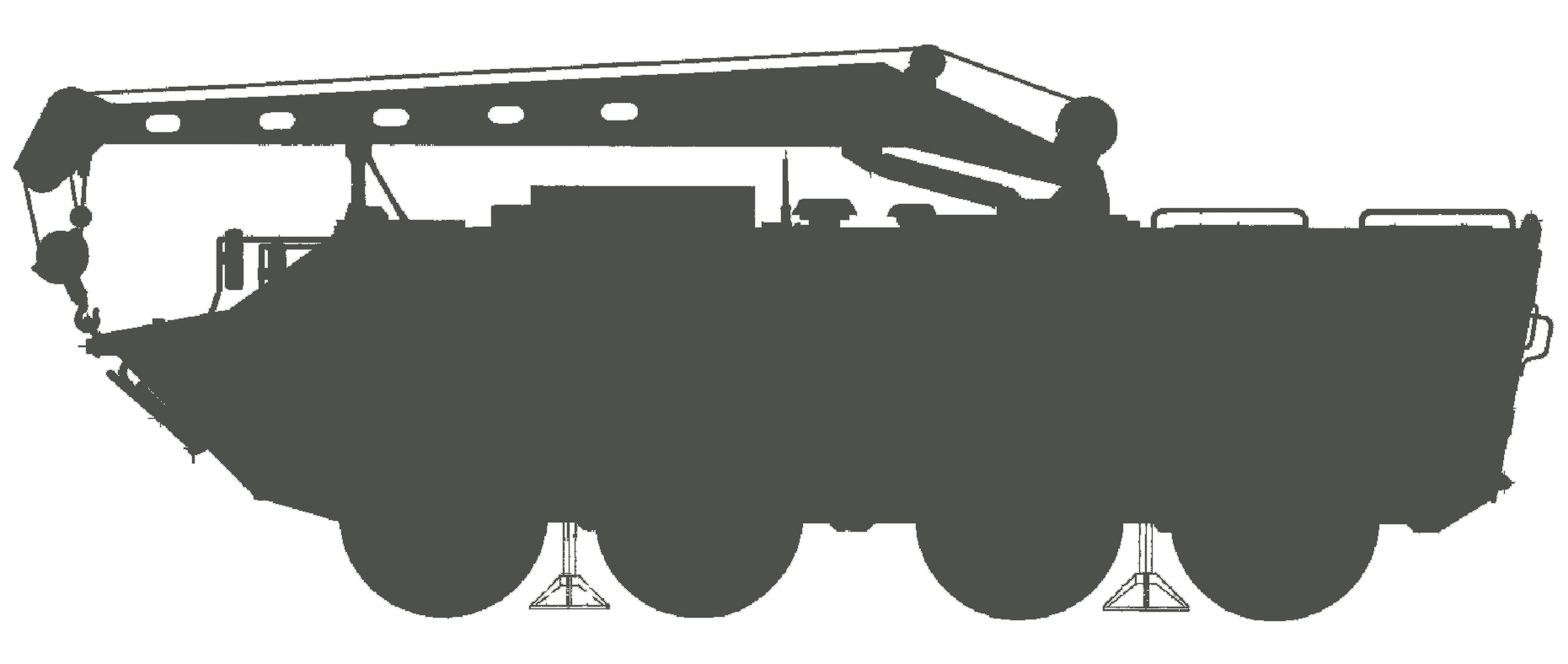
Ремонтно-Эвакуационная машина БРЭМ-4К

- БТР-4А — вариант с двигателем Iveco и боевым модулем «Гром» (заказ МО Украины). Может быть укомплектован башней от БТР-80, БМП-1, БМП-2 или боевыми модулями «БАУ-23х2», «Шквал», БМ-3М «Штурм». После доработки подбашенного листа возможна установка башни БМП-3.
- БТР-4В — вариант с боевым модулем БМ-7 «Парус», дизельным двигателем немецкой фирмы «Deutz» мощностью 442 л. с. и автоматической коробкой переключения передач американской фирмы «Allison» для несостоявшегося контракта с Македонией.
- БТР-4Е — модификация линейного варианта с боевым модулем БМ-7 «Парус», разработанная для Ирака.

- БТР-4Е1 — модификация БТР-4Е с усиленной защитой (за счёт установки комплекта навесной брони). Демонстрационный образец изготовлен в марте 2014 года.

- БТР-4МВ — первая машина была изготовлена в январе 2013 года[20] и представлена в феврале 2013 года на выставке «IDEX-2013». В сравнении с БТР-4Е, в конструкцию внесены следующие изменения: новая форма корпуса в носовой части, увеличившая степень защиты во фронтальной проекции (отсутствуют бронестёкла и боковые двери командира и механика-водителя, посадка которых осуществляется через отдельные люки); предусмотрена возможность установки дополнительной защиты (в том числе, керамической); в кормовой части установлена аппарель; установлен двигатель «Deutz» BF6M1015CP (450 л. с.)[21]. Бронезащита обеспечивает баллистическую защиту третьего уровня по стандарту STANAG 4569. Броня корпуса выдерживает попадание пули 7,62×54 мм на дальности 30 метров, а в лобовой проекции защита соответствует уровню «3+» и выдерживает попадание пули 12,7×99 мм на дальности 30 метров.

- БТР-4МВ1 — вариант БТР-4МВ с усиленной защитой (установлен комплект навесной брони, боевой модуль закрыт решётчатым экраном). Демонстрационный образец впервые представлен 10 октября 2017 года.

- БТР-4М — модификация для индонезийской морской пехоты с дополнительными поплавками, в стандартной версии оснащается боевым модулем БМ-7 «Парус» с автоматической пушкой 30-мм ЗТМ- 1, 30-мм автоматическим гранатомётом, пулемётом ПКТ калибра 7,62 мм и противотанковой управляемой ракетной системой «Барьер»[23].

## Машины на базе
- БРМ-4К — разведывательная машина.
- МОП-4К — машина огневой поддержки.
- БРЭМ-4К — бронированная ремонтно-эвакуационная машина, разработанная для Ирака.
- БРЭМ-4РМ — бронированная ремонтно-эвакуационная машина.
- БСЭМ-4К — бронированная санитарно-эвакуационная машина на базе БТР-4, разработанная для Ирака.
- БММ-4С — бронированная медицинская машина на базе БТР-4Е[24].
- БТР-4К — командирская машина, разработанная для Ирака.
- БТР-4КШ — командно-штабная машина, разработанная для Ирака.

## Производство

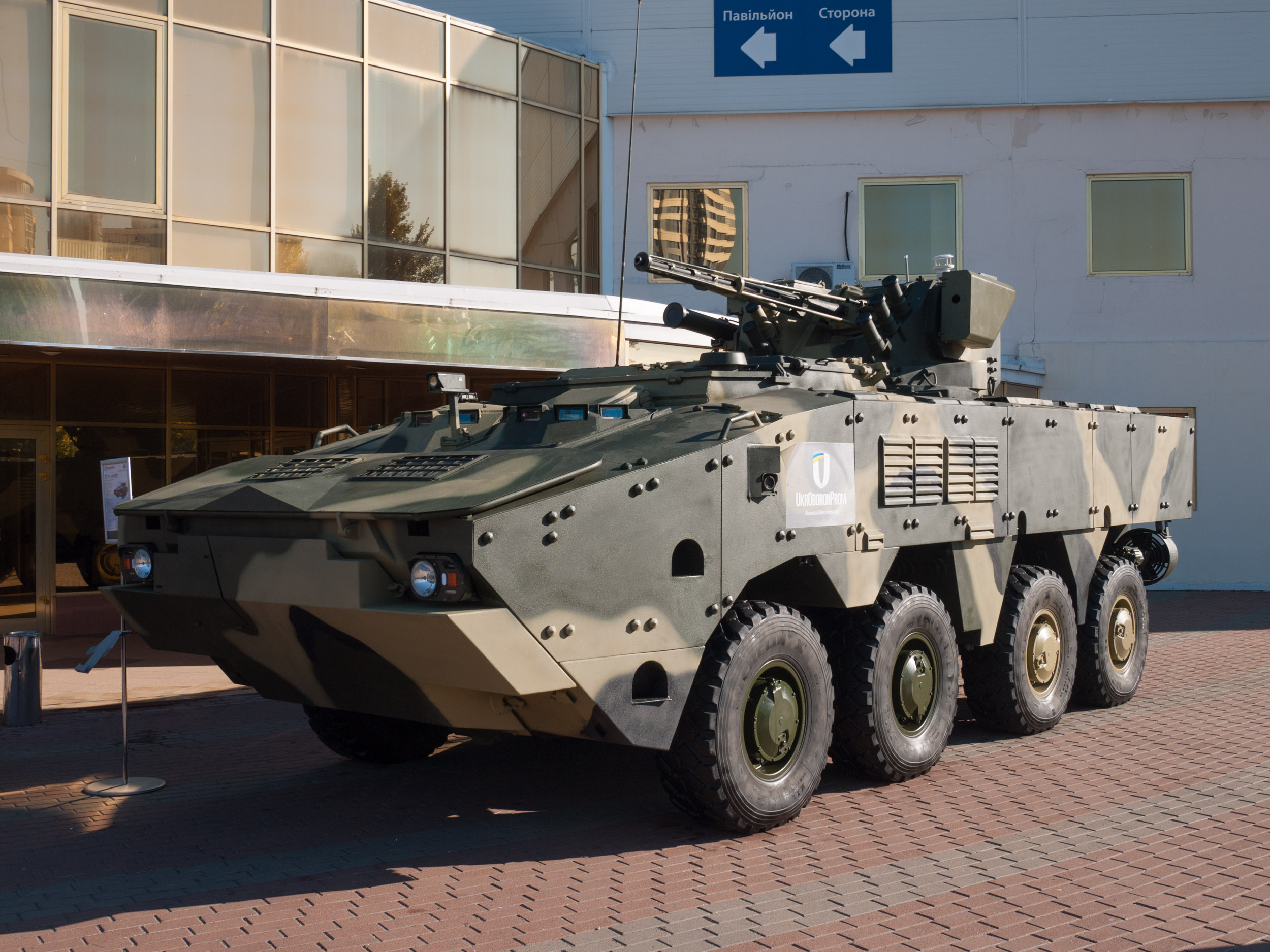
БТР-4МВ1 на выставке «Оружие и безопасность», Киев, октябрь 2018 года

Начало работ по производству первого серийного БТР-4 — конец ноября 2008 года.
В производстве БТР-4 задействованы 13 предприятий концерна «Укроборонпром».
В феврале 2016 года было объявлено о намерении использовать при производстве БТР-4 производственные мощности харьковского завода «Турбоатом».
В июле 2016 года было объявлено об освоении производства харьковским машиностроительным заводом «ФЭД» светодиодных фар для БТР-4Е (ранее на бронетранспортёры устанавливали такие импортные, иностранного производства).
Одно из необходимых для производства БТР-4 предприятий находится в Крыму — Феодосийский Казённый Оптический Завод. Это предприятие производит систему управления огнём «Аркан» для всех боевых модулей БТР, дифференциал к мостам машины, систему обнаружения лазерного облучения БТР и автоматической постановки завес «Линкей» (который также позволяет определять БТР местоположение источника лазерного облучения).

## Экспорт

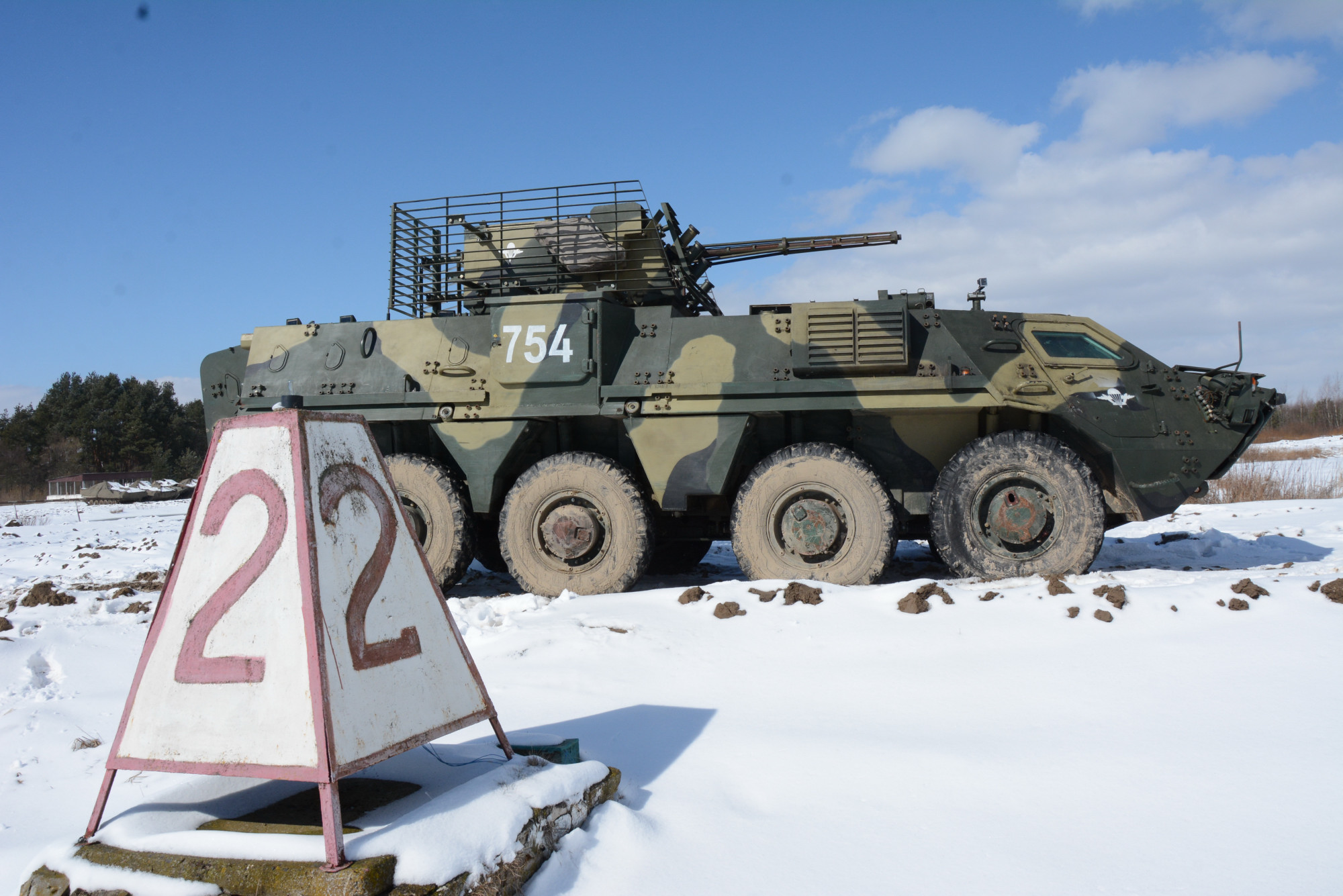
Учебный БТР-4 в Академии сухопутных войск, город Львов

- 25 сентября 2009 года был заключён контракт на поставку в Ирак 420 машин[33] (270 БТР-4 с боевым модулем «Парус», 80 командных машин БТР-4К, 30 командно-штабных машин БТР-4КШ, 30 бронированных медицинских машин БСЭМ-4К и 10 бронированных эвакуационных машин БРЭМ-4) на общую сумму 457,5 млн долл., заказ оплачивали США[34][35].
  - Первая партия из 26 машин прошла приёмку в марте 2011 года (партия из-за проблем с орудиями была задержана) и 20 апреля 2011 года была отправлена в Ирак[36].
  - Вторая партия бронетехники в количестве 62 единиц[37] была произведена в апреле 2012 года[38] и 12 сентября 2012 года — отгружена в Одессе для морской транспортировки в Ирак[39].
  - 7 февраля 2013 года иракская сторона подписала акт приёма очередной партии в количестве 40 БТР-4[40][41].
  - 28 февраля 2013 года представитель комиссии по безопасности и обороне парламента Ирака Шиван Мухаммед Таха обвинил украинскую сторону в срывах сроков поставок и низком качестве продукции: с момента ратификации контракта поставлено около 100 машин вместо предусмотренных 420, а сами БТР «очень старые, корпуса ржавые, машины непригодны к эксплуатации»[42].
  - 2 января 2014 года иракская сторона вернула Украине партию из 42 БТР-4, мотивируя это наличием трещин в корпусах бронетранспортёров[43].
  - Осенью БТР-4 иракской армии участвовали в боях с ИГ (в частности, 24 октября 2014 — в боях за город Джурф ас-Сахр)[44].
  - Иракские военные, получившие партию из 88 украинских бронетранспортёров БТР-4, смогли завести только 56 машин, но и из них тронулись с места лишь 34. Об этом говорится в письме, направленном в «Укроборонпром» бывшим руководителем компании «Укрспецэкспорт» А.Коваленко от 28 июля 2014 года[45].
- Казахстан — 3 мая 2012 года заявлено о подписании договора о совместном производстве 100 БТР-4, но производство начато не было. 21 мая 2014 года заявлено о возвращении тестового экземпляра БТР-4 украинской стороне для устранения недостатков в рекламации[46].
- Индонезия — поставка пяти бронетранспортёров БТР-4-М, изготовленных на ГП Харьковское конструкторское бюро по машиностроению им. Морозова, входящем в состав ГК Укроборонпром, состоялась в рамках подписанного в 2014 году контракта между Спецтехноэкспортом и министерством обороны Индонезии[47].

## Оценка машины
Конструкция БТР-4 и его компоновочная схема получили неоднозначную оценку в среде специалистов. Например, российский военный эксперт Михаил Барятинский считает, что, несмотря на ряд недостатков и «детских болезней», украинский бронетранспортёр предлагает неплохое соотношение цены к качеству. Кандидат военных наук полковник А. Цыганок отметил, что во время поставок БТР-4 в Ирак в ходе процедур по приёму первой партии из 26 машин был выявлен целый ряд проблем: перебои с работой датчиков системы управления машиной, отказы в системе управления огнём при высоких температурах, нестабильная работа раздаточной коробки и КПП, течь смазочных масел и т. д.. Российский обозреватель И. Катаев заметил, что создание БТР-4 является безусловным шагом вперёд по сравнению с БТР-70, но остаются вопросы, связанные с идеологической отсталостью конструкции БТР-4, его технической сыростью и низким качеством производства.
|                                     | БТР-3Е1          | БТР-4Е           | БТР-82А     | Boxer            | VBCI        | Patria AMV  | LAV III     | Pandur II   |
| ----------------------------------- | ---------------- | ---------------- | ----------- | ---------------- | ----------- | ----------- | ----------- | ----------- |
| Внешний вид                         |                  | [[               |             |                  |             |             |             |             |
| Год принятия на вооружение          | 2011             | 2011             | 2013        | 2011             | 2008        | 2003        | 1999        | 2007        |
| Боевая масса, т                     | 16,5             | 21,9             | 15,4        | 33,0             | 25,6        | 22,0        | 16,95       | 22,0        |
| Экипаж                              | 3                | 3                | 3           | 3                | 3           | 3           | 3           | 2           |
| Десант                              | 8                | 7                | 7           | 8                | 8           | 8           | 7           | 12          |
| Автоматическая пушка                | 1 × 30-мм        | 1 × 30-мм        | 1 × 30-мм   | —                | 1 × 25-мм   | 1 × 30-мм   | 1 × 25-мм   | 1 × 30-мм   |
| ПТРК                                | «Барьер»         | «Барьер»         | —           | —                | —           | —           | —           | «Спайк»     |
| Пулемёты                            | 1 × 7,62-мм      | 1 × 7,62-мм      | 1 × 7,62-мм | 1 × 12,7-мм      | 1 × 7,62-мм | 1 × 7,62-мм | 1 × 7,62-мм | 1 × 7,62-мм |
| Автоматический станковый гранатомёт | 1 × 30-мм АГС-17 | 1 × 30-мм АГС-17 | —           | 1 × 40-мм HK GMG | —           | —           | —           | —           |
| Мощность двигателя, л. с.           | 325              | 442              | 300         | 720              | 550         | 490         | 350         | 435         |
| Удельная мощность, л. с./т          | 19,7             | 20,2             | 19,5        | 21,8             | 21,5        | 22,3        | 20,6        | 19,8        |
| Макс. скорость, км/ч                | 100              | 110              | 100         | 100              | 100         | 100         | 100         | 105         |
| Запас хода по шоссе, км             | 600              | 690              | 600         | 1050             | 550         | 800         | 450         | 700         |
| Преодолеваемый брод, м              | плавает          | плавает          | плавает     | 1,5              | 1,2         | плавает     | 1,2         | плавает     |

|                                     | Stryker     | Фреччиа     | Лазар 2     | Pars        | Terrex           | Тип 96      | ZBL-09      | CM-32       |
| ----------------------------------- | ----------- | ----------- | ----------- | ----------- | ---------------- | ----------- | ----------- | ----------- |
| Внешний вид                         |             |             |             |             |                  |             |             |             |
| Год принятия на вооружение          | 2002        | 2009        | н/д         | 2012        | 2010             | 1996        | 2009        | н/д         |
| Боевая масса, т                     | 16,5        | 26,0        | 24,3        | 26,0        | 24,0             | 14,6        | 21,0        | 22,0        |
| Экипаж                              | 2           | 3           | 3           | 2           | 2                | 2           | 3           | 3           |
| Десант                              | 9           | 8           | 10          | 11          | 11               | 8           | 8           | 6           |
| Автоматическая пушка                | —           | 1 × 25-мм   | 1 × 30-мм   | —           | —                | —           | 1 × 30-мм   | 1 × 20-мм   |
| ПТРК                                | —           | —           | «Малютка»   | —           | —                | —           | «HJ-73»     | —           |
| Пулемёты                            | 1 × 12,7-мм | 2 × 7,62-мм | 1 × 7,62-мм | 1 × 12,7-мм | 1 × 7,62-мм      | 1 × 12,7-мм | 1 × 7,62-мм | 1 × 7,62-мм |
| Автоматический станковый гранатомёт | —           | —           | —           | —           | 1 × 40-мм CIS-40 | —           | —           | —           |
| Мощность двигателя, л. с.           | 350         | 550         | 480         | 524         | 450              | 360         | 440         | 450         |
| Удельная мощность, л. с./т          | 21,2        | 21,1        | 19,7        | 20,1        | 18,75            | 24,7        | 20,9        | 20,5        |
| Макс. скорость, км/ч                | 100         | 110         | 100         | 100         | 105              | 100         | 100         | 110         |
| Запас хода по шоссе, км             | 500         | 800         | 800         | 700         | 600              | 500         | 800         | 800         |
| Преодолеваемый брод, м              | 1,2         | 1,5         | 1,3         | плавает     | плавает          | 1,2         | плавает     | плавает     |

Достоинства
Компоновка предполагает более безопасный выход десанта;
дистанционно управляемый модуль;
соответствие стандартам НАТО.
Эксперты оценивают машину как шаг вперёд по сравнению с советскими БМП, хотя её постоянно преследуют производственные проблемы. Отмечается, что его 30 мм пушка (похожая на российскую 2А72) эффективна на дальности до 2-х километров и способна бороться с бронемашинами советской эпохи и современными лёгкими БМП типа M2 Брэдли, а при установке ПТУР — и с более бронированными целями.
Недостатки
В начале 2013 года в иракском парламенте был распространён доклад, в котором сообщалось о фактах коррупции, выявленных при поставках БТР-4 с Украины. Представитель комиссии по безопасности и обороне парламента Ирака Шиван Мухаммед Таха обвинил поставщиков в том, что БТР «очень старые, корпуса ржавые, машины непригодны к эксплуатации». Индонезия может отказаться от закупок из-за плохой плавучести — на полном ходу носовая часть склонна к затоплению.

## На вооружении
- Украина:
  - Десантно-штурмовые войска Украины — на вооружении по состоянию на 2022 год[72]
  - Сухопутные войска Украины — 45 единиц БТР-4Е по состоянию на 2022 год[73] Выполняется заказ на 194 БТР-4[74]
  - Национальная гвардия Украины — около 50 единиц БТР-4 и более 10 единиц БТР-4Е по состоянию на 2022 год[72]
- Ирак — более 60 единиц БТР-4 и БТР-4К, по состоянию на 2016 год[5][6]
- Нигерия — 10 БТР-4ЕН, по состоянию на 2016 года[7]
- США — 1 единица поставлена в 2014 году[75]
- Индонезия — 3 БТР-4М и 2 БТР-4, по состоянию на 2018 год[8][76]

## Боевое применение
БТР-4 используются в боях в составе ВС и Нацгвардии Украины в ходе Вооружённого конфликта на востоке Украины.
За первые две недели боёв во время вторжения России на Украину (2022) парк БТР-4 понёс значительные потери: по меньшей мере 8 машин уничтожено и 14 машин захвачено или брошено.
Одна из машин принимала участие в боях в Мариуполе, где в ходе городских боёв уничтожила выстрелами в лоб БРМ-1К и, возможно, смогла повредить танк Т-72. В другом зарегистрированном бою БТР-4 поразил бронетранспортёр БТР-82 и танк Т-72Б3 с очень близкого расстояния из своей 30-мм автоматической пушки, однако вскоре был уничтожен этим же танком. .